# Mirabella albifrons
Mirabella albifrons är en insektsart som först beskrevs av Franz Xaver Fieber 1879.  Mirabella albifrons ingår i släktet Mirabella och familjen sporrstritar. Inga underarter finns listade i Catalogue of Life.